# Phoracantha immaculata
Phoracantha immaculata är en skalbaggsart som först beskrevs av Carter 1929.  Phoracantha immaculata ingår i släktet Phoracantha och familjen långhorningar. Inga underarter finns listade i Catalogue of Life.